# Arnie Ferrin
Chariton Arnold „Arnie” Ferrin Jr. (ur. 29 lipca 1925 w Salt Lake City, zm. 27 grudnia 2022) – amerykański koszykarz występujący na pozycjach rzucającego obrońcy oraz niskiego skrzydłowego, dwukrotny mistrz National Basketball Association (NBA) z Minneapolis Lakers.

## Życiorys
W latach 1976–1985 pełnił funkcję dyrektora do spraw sportowych w swojej byłej drużynie – Utah Utes.
Jest jednym z zaledwie dwóch zawodników w historii, którzy zdobyli tytuł mistrza National Collegiate Athletic Association (NCAA), National Basketball Association (NBA) oraz turnieju National Invitation Tournament (NIT).

## Osiągnięcia
Na podstawie, o ile nie zaznaczono inaczej.
NCAA
- Mistrz:
  - NCAA (1944)
  - turnieju National Invitation Tournament  (NIT – 1947)
  - sezonu regularnego konferencji Mountain States (1945)
- Uczestnik turnieju NCAA (1944, 1945)
- Zawodnik roku NEA (1944)
- Most Outstanding Player (MOP=MVP) NCAA Final Four (1944)[5]
- MVP meczu gwiazd Wschód-Zachód (1948)
- Zaliczony do:
  - I składu All-American (1945)
  - II składu All-American (1944, 1947–1948)
  - Pac-12 Conference Men’s Basketball Hall of Honor (2012)
  - składu Utah Basketball's All-Century Team (2008)
  - Akademickiej Galerii Sław Koszykówki (2008)[6]
  - Galerii Sław Utah's Crimson Club
- Uczelnia Utah zastrzegła należący do niego numer 22

Drużynowe
- Mistrz BAA/NBA (1949, 1950)
- Lider play-off w skuteczności rzutów wolnych (1951)[7]